# عصوية ذهبية جيونية
عصوية ذهبية جيونية (الاسم العلمي: Chryseobacterium jeonii) هي نوع من البكتيريا، سلبية الغرام، تتبع جنس عصوية ذهبية.